# Guillermo del Valle
Guillermo del Valle fue un exfutbolista peruano, que se desempeñaba como defensa. Tuvo pasos importantes por el fútbol de México en los inicios del futbol profesional de ese país.

## Trayectoria
Llegó a México en los años 40, para jugar por el modesto A.D.O. de Orizaba, club donde se convertiría en un referente.
En 1949, saldría campeón con el cuadro de Veracruz, individualmente anotaría 4 goles, valor recordado en ese momento por ser un defensor.
Jugó también para el Atlas, donde aumentaría su palmarés.
A mitad de 1953 jugaría en Deportivo Toluca con poco éxito en el pasado, estuvo hasta 1955.
Finalmente, luego de jugar 10 años interrumpidos en el extranjero, regresa a su país de origen, terminando de jugar para el Centro Iqueño en el año 1956.

## Clubes
| Club              | País   | Año         |
| ----------------- | ------ | ----------- |
| Mariscal Sucre    | Perú   | 1944 - 1945 |
| A.D.O. de Orizaba | México | 1945 - 1949 |
| Veracruz          | México | 1949 - 1950 |
| Atlas Fútbol Club | México | 1950 - 1953 |
| Deportivo Toluca  | México | 1953 - 1955 |
| CD Zamora         | México | 1955 - 1956 |
| Centro Iqueño     | Perú   | 1956        |

## Palmarés

### Campeonatos nacionales
| Título           | Club     | País   | Año         |
| ---------------- | -------- | ------ | ----------- |
| Primera División | Veracruz | México | 1949 - 1950 |
| Primera División | Atlas    | México | 1950 - 1951 |